# Українсько-японські відносини

Японські дівчата в українських костюмах (під час відвідин Японії Януковичем у 2011)

Украї́нсько-япо́нські відно́сини (яп. ウクライナと日本の関係) були офіційно започатковані 26 січня 1992. Перші ж контакти між українцями і японцями мали місце на теренах Сибіру та Примор'я починаючи з 18 століття. Через тривалу залежність України від Росії, до кінця 20 століття, відносини між обома народами визначалися ступенем розвитку японсько-російських міждержавних відносини. З одного боку, українці брали активну участь в російсько-японській (1904—1905) та радянсько-японській (1945) війнах, колонізації японського Сахаліну та Курил. З другого боку, вони співпрацювали з японським урядом з метою унезалежнення Зеленого Клину від Росії. 1991 року Японія визнала незалежність України і встановила міждержавні відносини. Однак відносини між обома країнами перебувають у зародковому стані. Японія не інвестує в українську економіку, а її підприємства практично не представлені на українському ринку. Україна, зі свого боку, не створює умови для належного інвестування, що гальмує розвитком двосторонніх відносин. Станом на 2009 рік розмір фінансової допомоги Україні з боку Японії, включно з позиками, становив 85,11 млн доларів США. Культурно-наукові зв'язки між обома країнами перебувають на рівні ознайомчих виставок, короткотермінових стажувань, мовних курсів для початківців. Порівняно з іноземцями з країн Америки, Європи чи Азії, японці практично не відвідують Україну. Зростання японського інтересу до України мало місце в період Помаранчевої революції 2004 року. Токіо сподівався на появу демократичної і реформованої України, вбачаючи в ній силу, що могла стримувати Росію на заході. Проте цей інтерес поступово згас через неефективність роботи урядів Віктора Ющенка та приходу до влади Віктора Януковича, що в японських офіційних колах мав репутацію проросійського політика.
У розпал Російської окупації Криму 2014 Японія підтримала Україну, японський уряд ввів санкції щодо Росії. Токіо критикував Росію, заявивши, що вона порушує територіальну цілісність і суверенітет України. Крім того, японський уряд заявив, що вони готові надати Україні 1,5 млрд доларів США фінансової допомоги, коли Київ прийме та введе в дію різні реформи МВФ.

## Історія українсько-японських зв'язків

### Перші згадки про Україну

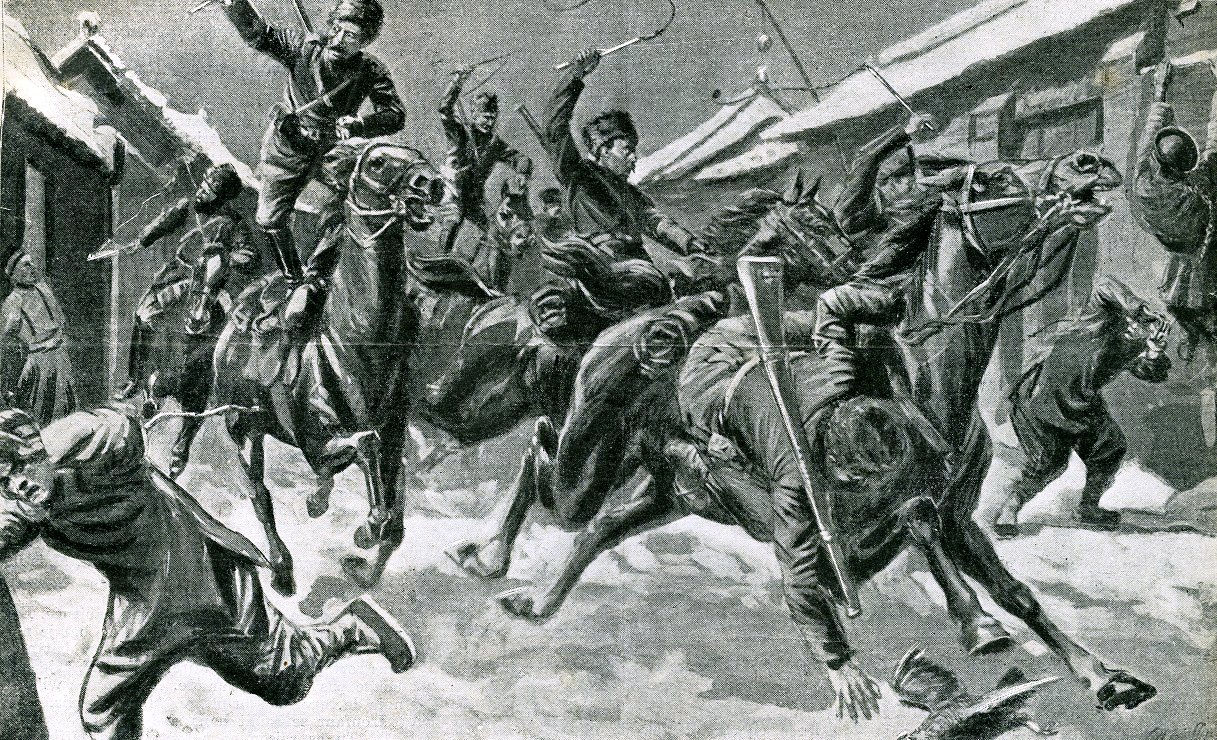
Козаки гуляють у Маньчжурії (1904).

Одна з перших згадок про Україну в японських джерелах датується кінцем 19 століття. Українці згадуються під назвою «козаків» у японській енциклопедії «Кодзіруйен» у Розділі «Дипломатія», в статті «Росія»:
|  | Здавна ця країна (Росія) розширяє свої землі і є дуже широкою. На заході вона захопила провінції Полонії і Швеції; на півдні розбила Туреччину, здобула провінції малих татар, знищила козаків та відібрала околиці Персії; на сході (Росія) спустошила разом декілька держав великих татар; на півночі, в районі льодових морів, їй належать усі території аж до Камчатки, що на північному сході від едзо, і морських островів у тих околицях. |

### Японське консульство в Одесі (1889—1937)
Процес створення японського консульства в Одесі розпочався у 1889 році, коли був виданий наказ про виділення на неї видатків. Першим представником японських інтересів у Південній Пальмірі (жартівлива назва Одеси) став Костянтин Андрієвський.
Його наступником у статусі почесного консула був Олександр Ракшеєв. Свої обов'язки він виконував з 1892 по 1898 рр. Саме завдяки ініціативам Ракшеєва у 1897 р. при консульстві було відкрито комерційний музей зі зразками японського виробництва. Почесний консул прагнув аби інституція стала посередником між місцевими комерсантами та японськими виробниками. Через ці міркування він прийняв серію замовлень на вироби з Японії. Але передчасна смерть Олександра Васильовича не дозволила реалізувати ці задуми.
Владнати питання узятих зобов'язань та долі виставки мав секретар консульства Тодо Шіро, який у 1898—1899 рр. був уповноваженим у справах установи. Він повернув грошові задатки та передав зразки виробництва до одеського Музею витончених мистецтв. Після цього консульство тимчасово призупинило свою діяльність, але у місцевому музеї продовжувала діяти «Японська кімната».
Відновлення у 1902 році консульства було мотивоване складною геополітичною ситуацією на Далекому Сході та загостренням російсько-японських відносин. Робота нового керівника установи — Іїдзіми Каметаро кардинально відрізнялася від завдань покладених на Ракшеєва. Хоча Іїздіма виконував і типові консульські функції (дослідження регіону, допомога землякам), але левова частка його уваги зосереджувалася на військово-стратегічних питаннях. Через загострення політичних відносин економічний фактор у комплексі консульських обов'язків отримав другорядне значення. Зрештою Іїдзімі вдалося виконати покладені на нього обов'язки та прослідкувати активність Російської імперії у чорноморському регіоні.

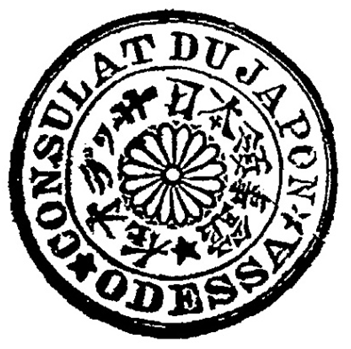
Відтиск печатки Японського консульства в Одесі часів О. Ракшеєва

Іїдзіма Каметаро двічі призначався консулом до Одеси, працюючи тут у 1902—1904 рр. та 1906 р. Його другий період перебування полягав у потребі відновити та налагодити роботу резиденції. Виконавши це завдання чиновник продовжив свою кар'єру вже на інших посадах у структурі закордонних представництв Японії.
З відкликанням Іїдзіми, одеська установа була понижена до віцеконсула, яку очолив колишній секретар інституції Фукуда Наохіко. Японець намагався працювати відповідно до традиційних завдань консульського інституту. Але умови життя в Одесі були вкрай складними через революційні події та політику реакції, що відмічав у своїх спогадах секретар консульства Сасакі Сейґо.
Головним змістом роботи інституції у 1906—1909 рр. залишалося дослідження регіону. Але міцних позицій в економічному секторі консульство так і не змогло зайняти. Окрім того, в цей час його робота викликала помітний інтерес з боку російських контррозвідників що, доводить встановлення таємного спостереження з Фукудою.
Другий, радянський етап діяльності японського консульства в Одесі був коротшим за перший, але сповнений багатьма яскравими подіями та насичений великою кількістю документальних джерел. Після укладення радянсько-японської Пекінської угоди (1925), між сторонами продовжилося бурхливе обговорення різних питань двосторонніх відносин, серед яких була і структура системи консульств. З рештою Японії вдалося отримати дозвіл на відкриття восьми резиденцій, не рахуючи місії у Москві. Одеське консульство запрацювало у 1926 р., що стало початком його другого періоду діяльності. Консулом обрали людину, яка мала гарне розуміння одеських реалій — Сасакі Сейґо. Його головним завдання стало налагодження роботи установи. Відкриття японської резиденції викликало значний інтерес з боку ДПУ. Контррозвідники намагаються налагодити всебічне спостереження за консульством. Хоча слід відзначити, що його результати в цей час були сумнівними. ДПУ не вдалося ані отримати агента у штаті консульства, а ні найменших доказів щодо шпигунської роботи японців. Більшість добутих ними матеріалів свідчили про буденну роботу установи, зміст складених звітів, особистих листів та конфлікти між співробітниками.
Сасаків написав невеликі спогади про своє перебування в Одесі. Радянські реалії, у порівнянні з його минулими враженнями, викликали у нього більше негативних оцінок. Але друге перебування японця в Південній Пальмірі тривало усього пів року. Дійсно зануритися у життя Одеси в цей час він не встиг, хоча і поновив багато старих контактів. Після відкликання Сасакі консульство залишилося у віданні молодших співробітників.
Тимчасово обов'язки консула були покладені на віцеконсула Камімуру Сін'іці. Одеса стала для нього справжнім викликом. Виконуючи робочі зобов'язання, він намагався діяли відповідно до типових консульських компетенцій. Віцеконсул постійно вирушав у різноманітні відрядження, досліджуючи реалії радянського життя. Це дозволяло японцям бачити більше ніж повідомлялося на сторінках місцевих періодичних видань. Фактично період керівництва Камімури — це останні роки, коли японці бачили позитивні риси у розвитку радянського економічного та суспільно-політичного життя. Нова економічна політика та українізація викликали у них помітний інтерес та ставали темами для пристрасного дослідження. Серед співробітників консульства, як і за часів Сасакі, все ще не було таємних агентів ДПУ. Але бурхливе особисте життя віцеконсула давало контррозвідникам чудову можливість для втручання у внутрішнє життя консульства. ДПУ намагався для початку завербувати цивільну дружину японця — Ірину Загорську, а далі здійснили спробу прямого контакту з Камімурою. Але ці дії не дали бажаного результату. Загорська не змогла виконати покладені на неї контррозвідниками завданнями й постійно ухилялася від контакту, а Камімура попри складне своє становище не погодився на співпрацю. Зрештою дипломат обриває зв'язок з Загорською. Йому не поталанило вивезти за кордон ані Ірину, ані їх спільну дитину. З відкликанням Камімури з Одеси вони залишилися цілком в руках ДПУ.
Але, перш ніж він залишив Одесу до міста прибув новий консул — Шімада Шігеру. Період його перебування в місті (1927—1930) збігся з глобальними трансформаціями у політичній, соціально-культурній та економічній сферах радянської дійсності. За часів Шімади помітно посилився тиск з боку ДПУ. 1927 року контррозвідники нарешті отримали таємних агентів серед співробітників консульства. Найбільше свідчень добували «Токієць» (Фоменко Володимир) — давній знайомий Шігеру, «Васильєв» (Цибулько Михайло) — кур'єр-сторож установи та кухарка «Стара» (Шецке Олена). Вони доповідали про кожен важливий крок консула, його контакти та плітки, що лунали у стінах резиденції.
Знаючи про тотальне спостереження японці зробили зміни до свого звичного ритму роботи, аби унеможливити потрапляння до рук ДПУ дійсно важливих матеріалів. Як свідчать документи накопичені контррозвідниками — дипломатам вдалося виконати це завдання.
Шімада завжди офіційно висловлювався про своє приязне відношення до СРСР, але у приватних бесідах він гостро критикував різні сторони радянської дійсності. На кінець свого перебування в Одесі консул остаточно розчарувався у можливості розвитку радянсько-японських відносин, налагодженні торгового партнерства та встановленні прямого пароплавного сполучення між Одесою та одним з японських портів. Причини цього полягали як у погіршенні стану міждержавних взаємин, так і не розумінні японцями яким саме шляхом можна було розвивати торгівлю з державою не здатною прогодувати власне населення.
Не рятували ситуацію й культурні проєкти з виставки японської книги та малюнку, кіно і гастролей театру «Кабукі». Пильно слідкуючи за періодикою дипломати фіксували посилення антияпонської пропаганди та ставали свідками проявів ксенофобських настроїв серед місцевого населення. Але і сам Шімада не відрізнявся великою толерантністю. Він активно досліджував становище місцевих національних меншин та різні аспекти проявів політики «коренізації». Її модель японець вважав не доречної для повторення урядом власної держави, а саму політику сприймав як тимчасовий захід націлений на зміцнення позицій радянської влади.
Свої спостереженням за посилення радянської тоталітарної системи Шімада продовжить і після відкликання з Одеси. Але нові його зіткнення з радянською дійсністю відбуватимуться вже на Далекому Сході, де його робота буде спрямована не скільки на інформаційну діяльність, скільки на відстоювання економічних інтересів місцевих японських промисловців. За час своєї роботи в Одесі Шімада склав близько 200 звітів, що є абсолютним рекордом порівняно з іншими консулами-одеситами.
З лютого по червень 1930 р., коли Шімада вже був відкликаний з міста, а новий консул Танака, ще не прибув керуючим консульством став його секретар Ногучі Яшіо.
У 1930—1934 рр. японським консулом в Одесі був Танака Бун'іціро. Цього дипломата призначали зазвичай до регіонів у кризовому стані. Одеса була його єдиним місцем роботи у Європі, переважно він пропрацював на Далекому Сході.
В центрі консульських досліджень Танаки були питання індустріалізації та колективізація, продовольча криза та Голодомор, проведення репресивних судових процесів. Хоча консул і цікавився економічною сферою, але на відміну від попередників він вже не ставив питання про проведення акцій прямо спрямованих на розвиток двосторонньої торгівлі чи встановлення прямого пароплавного з'єднання. Його основним завданням було спостереження за подіями у регіоні та допомога землякам, які відвідували Одесу.
Тотальна криза не обійшла стороною і консульство. Інколи навіть іноземним резидентам було складно отримати товари першої необхідності. Це змушувало консула скеровувати значну частину своїх зусиль на розв'язання цих питань.
Помітною тенденцією часів консульства Танаки стала переадресація частини консульських звітів до військово-морського відомства. Головним джерелом інформації для резидентів, як і раніше була преса та відрядження.
Консулу, як і його попередникам, доводилося рахуватися з всебічним спостереження з боку ДПУ. Новим активним агентом контррозвідників у цей час став Володимир Крижанівський — водій консульської машини. Продовжували працювати «Токієць» та «Васильєв». Результатом їх спостереження ставали занотовані висловлювання консула з приводу різних проблем радянської дійсності. Для ДПУ навіть звітування японцями про загальновідомі факти до Токі сприймалося як прояв шпигунської діяльності. Але не дивлячись на такі несприятливі обставини Танака Бун'іціро намагався виконувати покладені на нього обов'язки для забезпечення реалізації інтересів Японії.
Останній японський консул в Одесі — Хірата Мінору працював у місті з 1934 по 1937 рр. У матеріально-побутовому відношенні йому було дещо ліпше за попередників. В СРСР поступово покращувалася ситуація з забезпеченням населення харчами та товарами першої необхідності. Але повсякчасно Хірата фіксував наслідки трагедій минулих років та проявів тоталітарного режиму.
Але у 1937 р. перекреслюються усі подальші перспективи. Радянський уряд вирішив зменшити кількість іноземних консульств ряду держав на своїй території. До їх переліку увійшли і японські установи. Усі офіційні обґрунтування та докази були лише виправданнями, а протест Японії не дав результатів. І хоча радянські вимоги явно порушували положення міжнародних домовленостей, токійському уряду довелося прийняти їх. У вересні 1937 р. історія Японського імперського консульства в Одесі завершилася.

### Індивідуальні контакти
Зв'язки України з Японією датуються початком 20 століття. Вони мали місце переважно в окупованих японцями країнах Східної Азії (у Манчжурії і Північному Китаї) та російському Далекому Сході.
Перші японсько-українські контакти пов'язані з російсько-японською війною 1904—1905 років. У ній українці були представлені 10-м армійським корпусом, що був перекинутий в Маньчжурію з Київського військового округу навесні 1904 року. Цей корпус складався з 9-ї (полтавці) та 31-ї (харків'яни) піхотних дивізій. У боях він зазнав великих втрат. Навесні 1905 року з Одеського військового округу перекинули 15-у піхотну дивізію та 4-у стрілецьку бригаду, але вони прибули по завершенню бойових дій.
У війні брало участь багато офіцерів українського походження. Так, на початку й наприкінці війни командувачем російської Маньчжурської армії був чернігівський дворянин, генерал-українець Микола Ліневич. Найбільшими кінними з'єднаннями кубанських і донських козаків керував генерал-лейтенант Павло Міщенко. Начальником 2-го Сибірського корпусу був генерал-лейтенант Михайло Засулич, а 10-го армійського корпусу — генерал-лейтенант Капітон Случевський. Інженерами Маньчжурської армії командував генерал-майор Костянтин Величко, нащадок козацького літописця Самійла Величка. Начальником загону кораблів порт-артурської ескадри був контр-адмірал Йосип Матусевич, командиром сибірської козачої дивізії — генерал-майор Володимир Косоговський, а генерал-квартирмейстером штабу Маньчжурської армії — генерал-майор Володимир Харкевич. Майбутній гетьман Української Держави Павло Скоропадський командував забайкальськими козаками. Проте найбільшим героєм війни з російського боку досі вважається генерал-українець Роман Кондратенко, один із організаторів піврічної оборони Порт-Артура.
У 1904 році колишній студент медичного факультету Київського університету М. Судзіловський, дістався через США до Японії і організував допомогу військовополоненим російської армії та видавав для них часопис.

### Українці в Азії

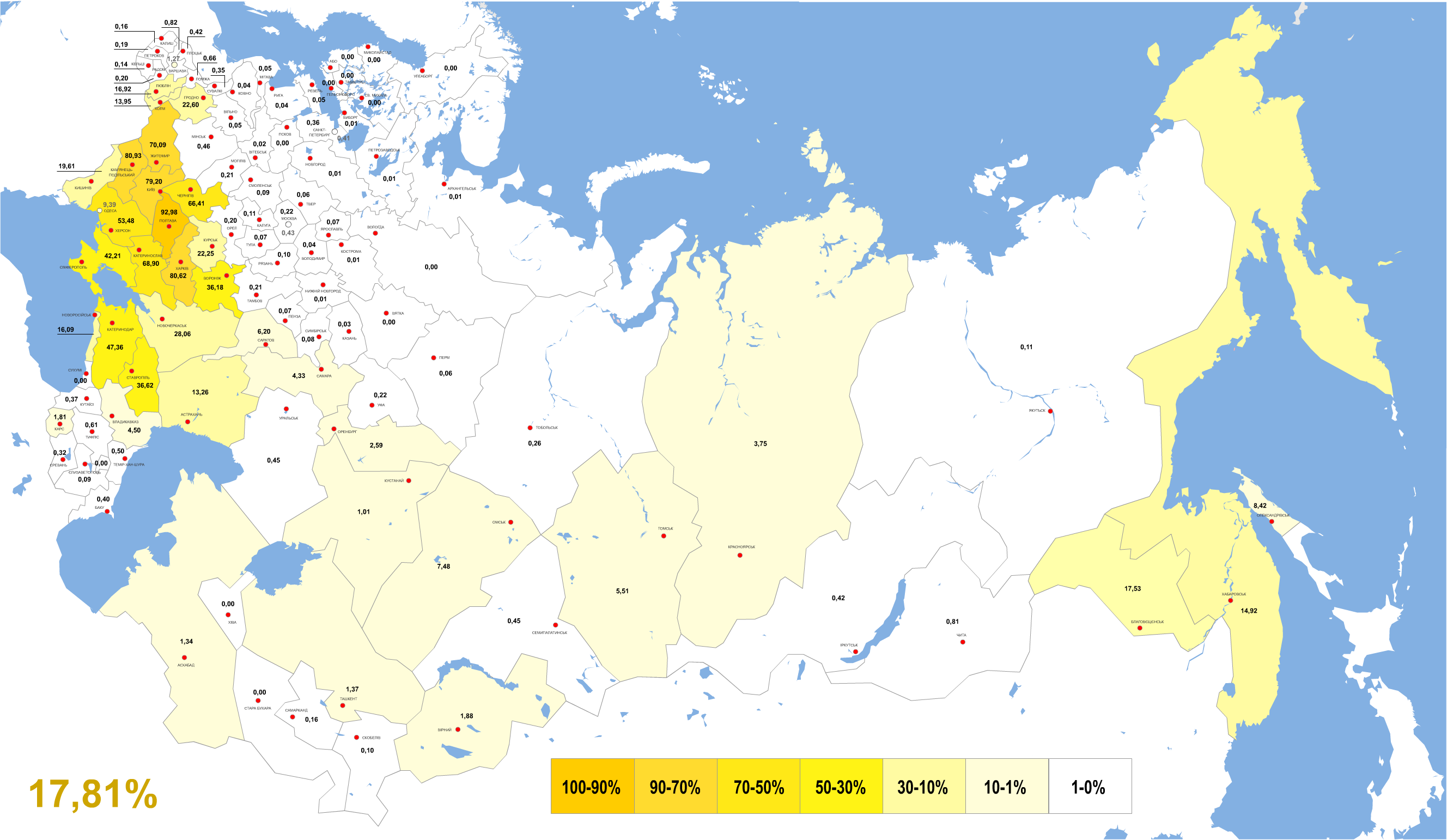
Відсоток носіїв української мови в Російській імперії за губерніями і областями (1897).

На початку 20 століття російське Примор'я називали «другою Україною». Перепис населення краю, здійснений 1909 Загальноземською організацією засвідчив, що в Амурській області українці становили 40,6 % населення, а в Приморській області — 75 % населення. Протягом 1858—1914 років у Примор'я переселилися 22 122 селянські родини, 70 % яких були вихідцями з України. В Південно-Усурійському краю вони становили 81,26 % усіх селян-переселенців. Регіон компактного проживання українців у Східній Азії називали «Зеленим Клином» або «Зеленою Україною», за аналогією із «Зеленоросією» — Сибіром.
Серед службовців Східно-китайської залізниці було, за переписом 1920, понад 20 тисяч українських родин. До українських поселенців на Далекому Сході приїздила театральна трупа К. Кармелюка-Каменського, яка у 1916 відвідала Японію і виступала на японській сцені у Токіо, Кобе, Йокогамі, Камакурі.
Завдяки заходам російського консула в Японії Й. Гашкевича (походив з України) у 1899 році у Владивостоці засновано Східний Інститут, у якому викладали японську і китайську мови. Серед студентів цього інституту було чимало українців: Кость Андрущенко, Борис Воблий, Федір Даниленко, Трохим фон Віккен (українізований німець). Вони організували український студентський гурток і згодом жили в Японії. 1918 року Т. фон Віккен склав «Грамматику японского языка».
З 1872 року в Токіо працювала російська православна місія, членом якої був Незнайко (родом з Приморщини).
Бандурист В. Ярошенко публікував поезії, оповідання, казки і п'єси японською мовою.

### Перша світова війна і революція

#### Центральна Україна

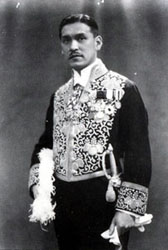
Ашіда Хітоші у 1931 році

Під час Першої світової війни 1914—1918 років Японія разом із Росією входила до союзу держав Антанти і вела війну проти союзу Центральних держав. На українських землях японці мали генеральне консульство в Одесі, що підпорядковувалося посольству Японії в Росії. Воно й далі виконувало свої функції і у період Української Народної Республіки.
З початком лютневої революції в Російській імперії та активізацією сепаратистських рухів японці, разом з іншими державами Антанти, звернули увагу на ситуацію в Україні. 1917 року Посольство Японії у Петрограді направило дипломатичну та військову місії до Києва. За даними українських істориків, у липні 1917 року воєнний аташе посольства Японії в Росії Ашіда першим з дипломатів Антанти відвідав Центральну Раду в Києві та зустрівся із Генеральним секретарем міжнаціональних справ Олександром Шульгинім з метою отримання інформації про становище в Україні та намірів Ради щодо продовження війни. За даними японських дослідників, цим Ашідою був майбутній прем'єр-міністр Японії Ашіда Хітоші. Згідно з його щоденником, дипломат перебував в гостях у єврейських цукровиробників Гальперіних та їхніх друзів Бернінсонів, з якими познайомився ще у Петрограді. Він сприймав Україну як невіддільну частину Росії й, можливо під впливом свого проросійськи налаштованого оточення, негативно оцінював український визвольний рух:
|  | Пройшов день і дві ночі відтоді як паротяг полишив російську столицю і зараз, посеред зволоженого росою степу, прямував до Києва. О, Україна – трав’яна Південна Росія!... Дніпровська Рівнина, що простирається від Чернігова до Одеси одразу впадає в око подорожнього, відрізняючись від Північної Росії. Земля, трава, люди... тут кожна річ без винятку промовляє про Південний край – зелені хвилі, що тягнуться до хмар чорнозему, листя чорнявих тополь, радісні й запальні погляди малоросів... Сто-двісті років тому, степи часів Тараси Бульби, оспівані Гоголем, обігріті променями спекотного сонця, збудили в синах Рівнини кров завойовників. Тоді у тих краях з'явилися козаки, верхівки чорних хутряних яких то виринали, то знову тонули у високих степових травах. |

|  | Сьогодні український рух виглядає потужним, але це лише антивоєнні настрої під виглядом національної незалежності, що збуджують дурний народ. Просто в Північній Росії пронімецька партія представлена антиреволюційно-консервативними колами, а в Південній — націоналістами, що може свідчити про проникнення тут німецько-австрійських сил. |

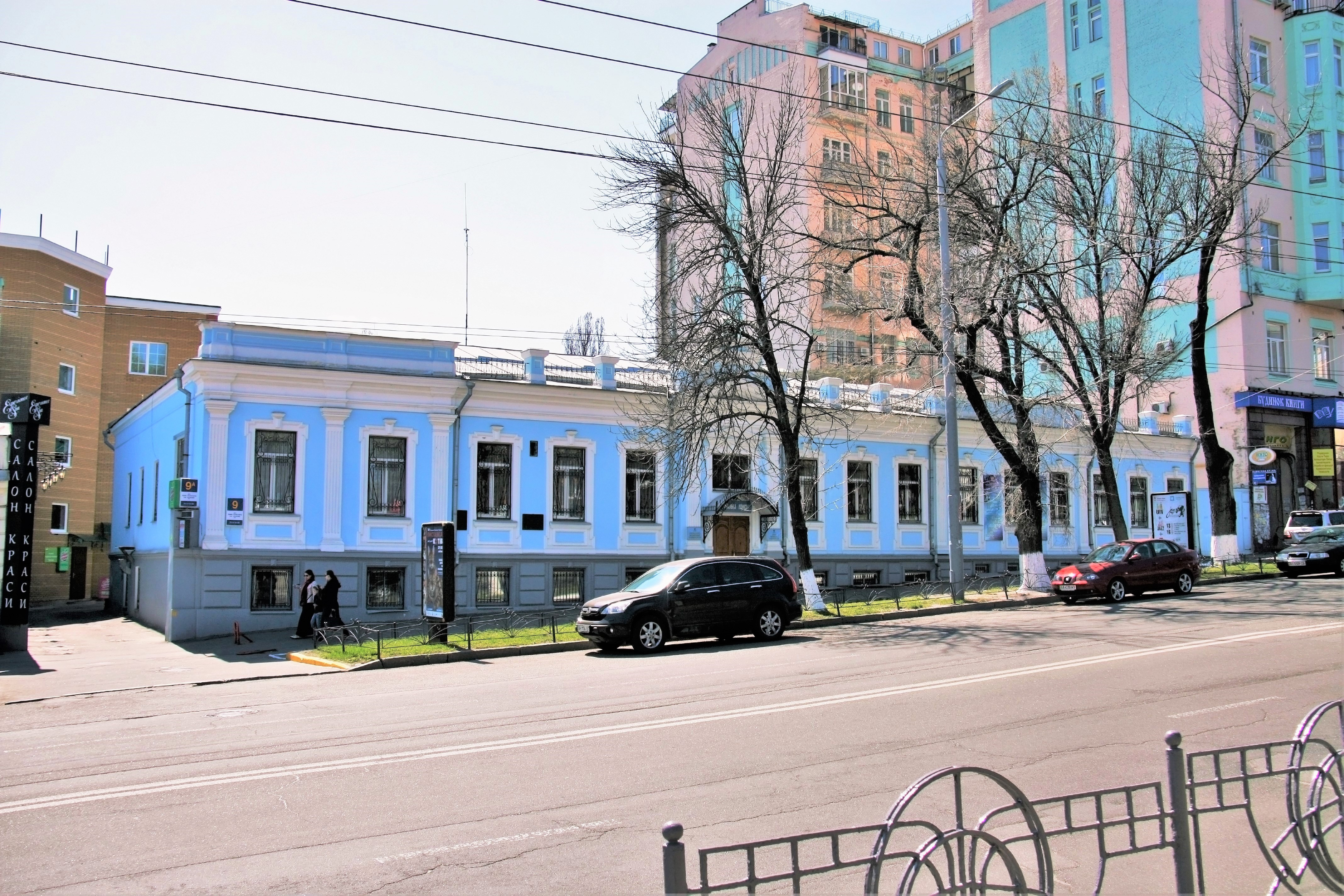
Колишня будівля Японської військової місії в Україні. Київ, вул. Гетьмана Павла Скоропадського, 9

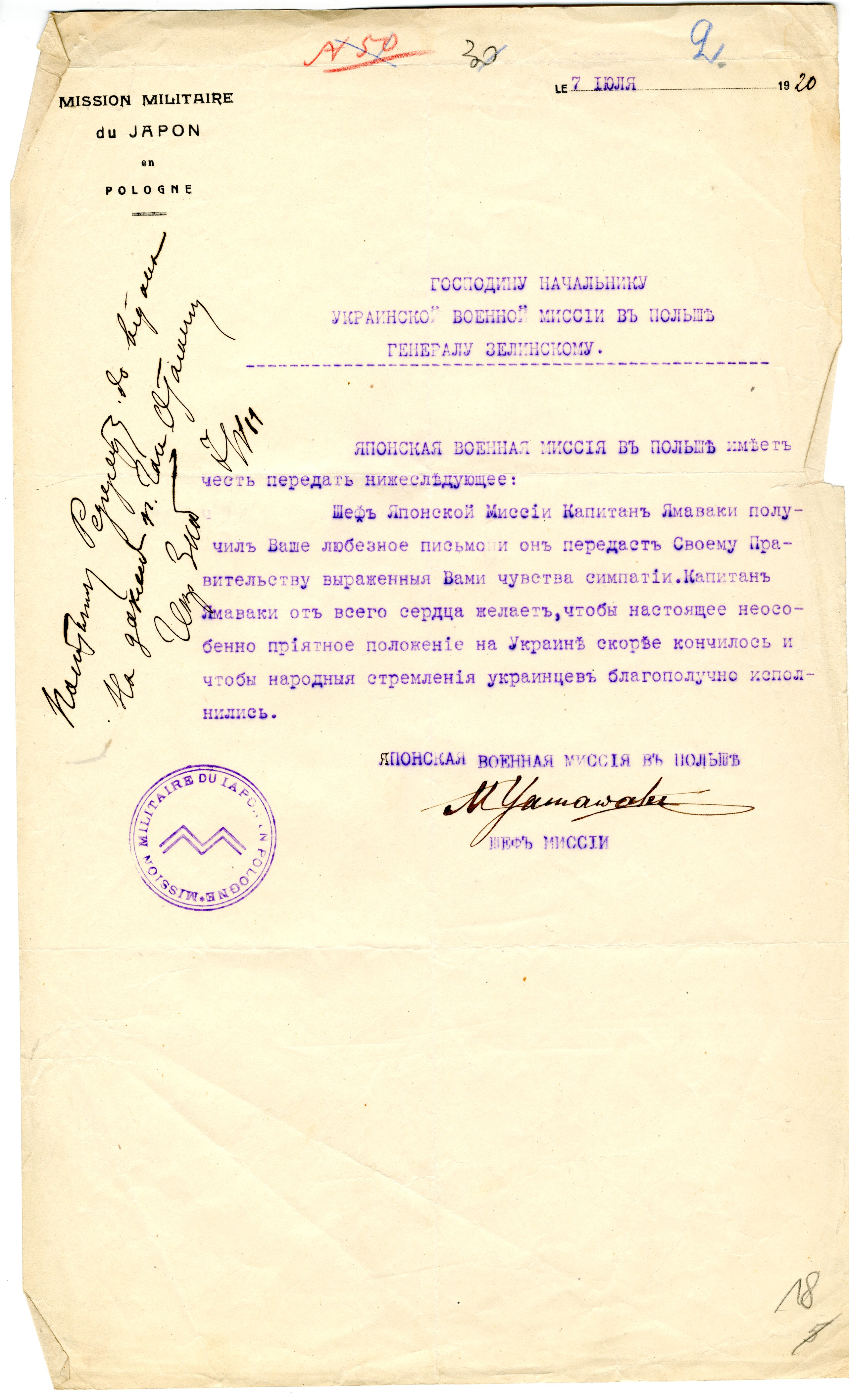
Відповідь Японської військової місії у Польщі на лист Української військової місії у Польщі від 25 вересня 1920 року

Після захоплення більшовиками Ставки Верховного головнокомандувача у листопаді 1917 року до Києва переїхала японська військова місія, яка до цього функціонувала при Ставці у Могильові. Очолювавший її генерал Такаячі разом з іншими представниками Антанти висловив готовність допомогти Українській Народній Республіці людьми, зброєю та фінансами для утримання Східного фронту, що, однак, не було реалізовано. Уряд Японії був проінформований своєю місією про проголошення незалежності УНР у січні 1918 року, також ця подія була висвітлена японськими журналістами, які перебували на той момент в Україні.
У 1918 році Рада народних міністрів УНР призначила Бориса Воблого уповноваженим представником у Японії.
У 1920 році між представниками УНР та японськими дипломатами в Європі велося листування. Наприкінці 1920-х — на початку 1930-х років Уряд Української Народної Республіки в екзилі підтримував зв'язки з японськими військовими колами.

#### Зелена Україна
У серпні 1918 року держави Антанти розпочали інтервенцію на Далекому Сході Росії, куди було відряджено 6.000-тисячний японський контингент. Японці захопили Уссурійську, Амурську й Забайкальську залізниці. Під їхнім контролем була територія, на якій проживало українське населення у Владивостоку, Микольсько-Уссурійську, Хабаровську, Благовіщенську, Чіті.
У 1920—1922 роках на цих землях була створена демократична Далекосхідна республіка під протекцією японських експедиційних військ. В уряді цієї республіки українці мали свого міністра П. Марчишина, родом з Галичини, що опинився в російському полоні. Все українське життя на Далекому Сході координував український Далекосхідний Секретаріат з центром у Владивостоці, який ставився із застереженням до співпраці з японцями, вважаючи їх тимчасовими окупантами. У листопаді 1922 японці відвели свої війська з Далеко-Східної Республіки, під натиском більшовиків. Комуністи ліквідували всі українські організації. Близько 200 українських діячів було арештовано (з них 24 суджено) за сепаратизм, шпигунство і зв'язки з чужоземними державами.

### Імміграція в Маньчжурії

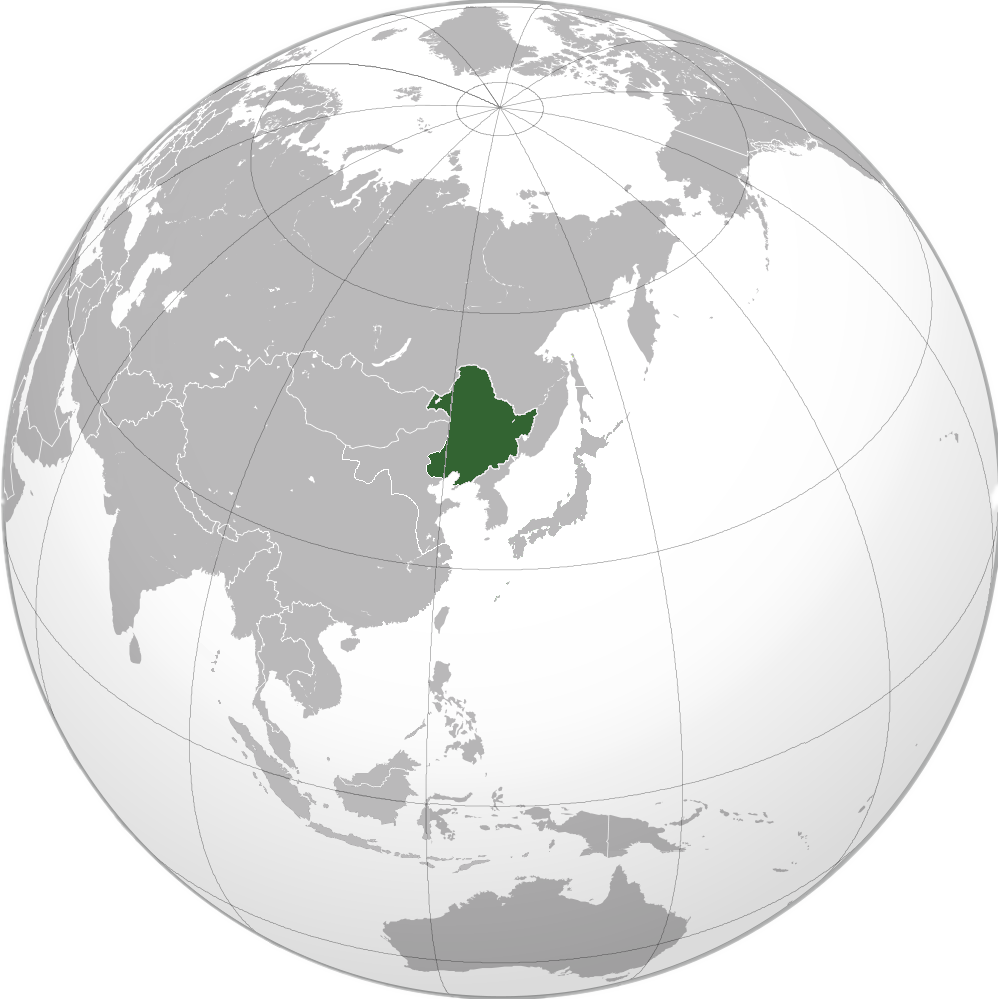
Маньчжурська держава

Частина українських діячів врятувалися у Маньчжурії і разом з тамтешніми українцями, які тут проживали з кінця 19 століття, створили у Харбіні український центр. З 1931 року за втручання Японії на території Маньчжурії постала Маньчжурська держава. Відтоді контакти між японською місією і українськими колоністами у Харбіні стали частішими. У 1933 японці передали українцям колишній будинок Українського клубу у Харбіні, який був перейменований на Український Національний Дім. У 1933—1935 референтом в українському питанні японської військової місії у Харбіні був К. Хоріє.
З дозволу японців впродовж 1932—1937 у Харбіні друкувався українською мовою тижневик «Маньджурський вістник» за ред. І. Світа, у якому розміщувалося чимало статей про те, що «віковічні прагнення українського народу до власної державності будуть реалізовані за допомоги імператорської Японії».
Наприкінці 1920-х — на початку 1930-х років уряд УНР в екзилі підтримував зв'язки з певними японськими військовими колами. У Варшаві генерал В. Сальський встановив контакти з японським військовим аташе полковником Янаґітою, який цікавився ситуацією українців на Далекому Сході й у Сибіру. Згодом Янаґіта, перебуваючи у Сінкінґу, столиці Маньчжурії, сприяв діяльності місцевим українцям у їхній громадській і політичній діяльності.
У Харбіні українці співпрацювали з відділом управління Південно-Маньчжурської залізниці, який підлягав японцям. Серед японських керівників відділу з українцями працювали К. Фукуї, Т. Такахата, Н. Ґундзі. І. Михайлів був українським посередником до місцевих японських установ.

#### ОУН
У 1930-х роках ОУН підтримувала політичні зв'язки з японцями з метою посилення антирадянської діяльності у Східній Азії. Починаючи з 1934, ОУН висилала через Токіо в Маньчжурію своїх представників з декількома завданнями: наладнати зв'язки з українським населенням на Зеленому Клині в СРСР, ширити інформацію серед вояків Червоної армії про ОУН та здобути вплив серед української еміграції в Маньчжурії. Діячі ОУН — Б. Марків, Р. Корда-Федорів, М. Митлюк — заснували у Харбіні «Українську Далекосхідну Січ» і видавали журнал «Далекий Схід».

#### Похолодання у відносинах
Наприкінці 1930-х років японці почали підтримувати російські націоналістичні організації, що знаменувало замороження японсько-української співпраці у Маньчжурії. Була спроба відновити її під час другої світової війни, але без особливого успіху. Після того, як 9 серпня 1945 року СРСР оголосив війну Японії, Маньчжурія була окупована радянськими військами. Більшість українців виїхала до Шанхаю, а деякі — до США і Канади через Японію.

## Політичні і дипломатичні контакти після 1991

### 1990-ті
Японія визнала незалежність України 28 грудня 1991 року та встановила дипломатичні відносини з нею 26 січня 1992 року. У відповідь жовтні 1992 року Японію відвідав віцепрем'єр-міністр України Олег Слєпічев.
20 січня 1993 року в Україні відкрилося посольство Японії. Протягом 12 червня 1992 — 19 січня 1993 року послом Японії в Україні за сумісництвом був призначений Посол Японії в Російській Федерації Едамура Суміо.
У квітні 1994 року Японію відвідав перший заступник міністра закордонних справ України Микола Макаревич, а в травні — депутат Верховної Ради України Шульга. У вересні 1994 року відбулася реєстрація посольства України в Японії, офіційне відкриття якого відбулося 23 березня 1995 року.
У січні 1995 року Україну відвідав заступник міністра закордонних справ Японії з політичних питань Янаґісава Хакуо. За його підготовки, протягом 22 — 25 березня 1995 року, відбувся офіційний візит до Японії президента України Леоніда Кучми.
У червні 1996 року, Україну відвідав міністр закордонних справ Японії Ікеда Юкіхіко. У відповідь, протягом 18—20 травня 1997 року в Японії побував міністр закордонних справ України Геннадій Удовенко.
У липні 1997 року до України прибув депутат Палати Представників Парламенту Японії, голови Комітету у закордонних справах Айсава Хідеюкі. 26 — 30 серпня її відвідав голови Палати Радників Японії Сайто Дзюро, у вересні — голови Асоціації дружби Японія-Україна, депутат Палати Представників Хаясі　Йосімаса. У відповідь в грудні Японію відвідав начальник Управління міжнародної політики Адміністрації Президента України Володимир Огризко.
У січні 1998 року Україну відвідав заступник голови Управління національної оборони Японії Акіяма Масахіро. 10—12 березня 1998 року в Японії побував міністр закордонних справ України Геннадій Удовенко.
У квітні 1999 року відбувся візит до Японії міністра економіки України Василя Рогового та Голови митної служби України Миколи Азарова.

### 2000-ні
У червні 2000 року до Японії прибув міністр закордонних справ України Тарасюк та його заступник Майданник. У жовтні 2001 року в країні побували дружина президента Кучми та віцепрем'єр-міністра України Семиноженко. Через місяць Японію відвідав начальник Управління міжнародної політики Адміністрації Президента України А. Фіалко і віцеспікер Верховної Ради України Гавриш.
У серпні 2002 року до України прибув заступник Міністра закордонних справ Японії з політичних питань Мацунамі. 26—29 травня 2003 р. — візит до Японії спікера Верховної Ради України Литвина. В серпні того ж року Україну відвідав генеральний секретар Асоціації дружби Японія-Україна Янаґісава Хакуо, а 31 серпня — міністр закордонних справ Японії Каваґуті Йоріко.
В лютому 2004 року Японію відвідав перший заступник міністра закордонних справ України Єльченко, 8 — 11 червня — міністр закордонних справ України Грищенко і голова Асоціації дружби Україна-Японія Жеваго.
В січні 2005 року, у зв'язку з Помаранчевою революцією, відбувся візит до України спеціального представника японського уряду Янаґісави Хакуо. У відповідь в березні Японію відвідав віце-прем'єр-міністр України Томенко.
6 — 8 липня 2005 року в Україні побував перший віце-міністр закордонних справ Японії Айсава Хідеюкі. За його підготовки 20 — 23 липня 2005 року відбувся візит до Японії президента України Віктора Ющенка. Президент зустрівся з Імператором Японії, Його Величністю Акіхіто, прем'єр-міністром Коїдзумі Дзюнітіро, відвідав Токіо, Кіото та Хіросіму. Ющенко повернув японській стороні військовий японський прапор, захоплений радянськими військами під час Другої світової війни. У відповідь на візит президента, в листопаді 2005 року, в Україні побував депутат Палати Представників Парламенту Японії, голова Комітету у
закордонних справах пана Харада.
24 — 30 квітня 2006 року відбувався візит до Японії міністра освіти і науки України Ніколаєнко.
16 — 18 травня 2006 року в Україні побував заступник міністра закордонних справ
Японії Яті, а 30 червня — 1 липня — Асо Таро, міністр закордонних справ.
Після цього офіційні і напівофіційні візити стали односторонніми. Зокрема, 7 — 9 жовтня 2006 року Японію відвідав міністр культури і туризму України Ліховий, 18 — 20 березня 2007 року — заступник міністра закордонних справ України Костенко,
8 — 12 липня 2007 року — міністр транспорту та зв'язку України Рудьковський, 24-29 липня 2007 року — міністр охорони здоров'я України Гайдаєв, 24 — 26 березня 2008 року — міністр закордонних справ України Володимир Огризко, 8 — 11 березня 2009 року — міністр економіки України Данилишин, 25 — 26 березня 2009 року — прем'єр-міністр України Тимошенко, 24 — 25 вересня 2010 року — віце-прем'єр-міністр України
Колесніков та міністр культури і туризму Кулиняк, в січні 2011 року — президент України Віктор Янукович, у лютому 2012 — міністр фінансів Федір Ярошенко.
2011 року, після Великого східнояпонського землетрусу й аварії на Фукусімській АЕС, офіційний Токіо відновив відвідини України. Метою візитів стало запозичення українського досвіду у сфері подолання наслідків ядерної катастрофи на Чорнобильській АЕС. Зокрема, в квітні Київ відвідав заступник міністерства закордонних справ Такахаші Чіакі та заступник міністра сільського господарства Шінохара Такаші. У вересні в Україні побували голова Палати представників Йокомічі Такахіро та заступник міністра довкілля Такаяма Сатоші. В жовтні у Києві перебувала група депутатів Палати представників з Комітету управління палати та Особливого комітету подолання наслідків природних лих, а також заступник міністра культури Морі Юко.
У березні 2012 — голова Верховної Ради Володимир Литвин.
3 червня 2015 року Верховна Рада ратифікувала Угоду між Україною та Японією про сприяння та захист інвестицій.
5 червня 2015 року Абе Сіндзо відвідав із офіційним візитом Київ. В історії японсько-українських відносин це був перший візит японського посадовця рангу прем'єр-міністра до України. Одним із ключових питань цієї зустрічі стало питання поглиблення взаємодії України та Японії у міжнародних безпекових питаннях, передусім у контексті розгортання в Україні миротворчої місії та співпраці і координації дій щодо реформування Ради Безпеки ООН. Крім того, було предметно розглянуто шляхи спрощення візового режиму для поїздок українських громадян до Японії..

### Період повномасштабної російської агресії проти України

#### Підтримка Японією суверенітету України. Фінансова підтримка, підтримка обладнання
15 лютого прем'єр-міністр Японії Фуміо Кішида провів телефонну розмову з президентом України Володимиром Зеленським і заявив, що готовий надати щонайменше 100 мільйонів доларів у вигляді позик ОПР для фінансової підтримки. Він зазначив, що незмінно підтримує суверенітет України та єдність української території. Президент Зеленський висловив подяку.
28 лютого президент Зеленський і прем'єр-міністр Кішида знову зустрілися по телефону. Прем'єр-міністр Кішида сказав, що серця уряду Японії та японського народу з народом України, і віддав шану президенту Зеленському за його боротьбу за національний суверенітет і національну незалежність. Він також висловив сердечні співчуття українцям, які загинули під час російського вторгнення.
Прем'єр-міністр Кішида оголосив, що введе санкції для обмеження операцій з Центральним банком Росії, заходи проти президента Білорусі Олександра Лукашенка та інші заходи експортного контролю. Окрім вже оголошених 15 лютого 100 мільйонів доларів, він також заявив, що надасть 100 мільйонів доларів гуманітарної допомоги українському народу.(Ці гуманітарні гроші будуть використані на їжу, воду, ліки, ковдри, намети тощо для українських біженців.) Президент Зеленський висловив подяку. Він також сказав, що кожного разу, коли чув новини про те, що красивий міський пейзаж Києва пошкоджено, а багато громадян загинуло чи поранено, йому було дуже боляче і сумно. (Прем'єр-міністр Кішида раніше відвідував Київ, коли був міністром закордонних справ.) А прем'єр-міністр Кішида сказав, що Японія й надалі підтримуватиме Україну та український народ.
Уряд Японії перевіз бронежилети і військові шоломи транспортним літаком до Польщі та 14 березня доставив їх уряду України. На прохання українського уряду 15 березня уряд Японії оголосив, що також надасть Україні біноклі, ліки, медичні матеріали та медичне обладнання.

30 листопада 2023 року було затверджено новий проєкт Світового банку «Інвестиції у соціальний захист задля підвищення охоплення, стійкості та ефективності (INSPIRE)». Україна отримає від Світового банку позику в розмірі $1,2 млрд на соцвиплати в рамках нової програми INSPIRE. Гроші візьмуть з цільового фонду ADVANCE Ukraine, який підтримується урядом Японії.

#### Підтримка українських біженців
| |  | |
| Будівля столичного уряду в Токіо, підсвічена синьо-жовтим кольором на підтримку України (фото 2 березня 2022 року) |  | Міст, освітлений кольором українського прапора на підтримку України (місто Оказакі, префектура Аїті, знято 12 березня) |

У березні 2022 року, бачачи ситуацію російського вторгнення, Токіо відкрив консультаційний пункт для українських біженців під керівництвом Юріко Койке губернатора Токіо. Консультаційний пункт доступний українською, російською, англійською та «японською для початківців». Консультаційне бюро надає інформацію, необхідну для спокійного проживання в Токіо, а також направляє вас до інших консультаційних бюро, якщо це необхідно. Токійський столичний уряд уже підготував 100 столичних одиниць житла (квартир, які перебувають у веденні Токійського столичного уряду) для українських біженців і готовий збільшити кількість до 700 квартир. Українські біженці можуть проживати тут безкоштовно. Токійський столичний уряд також планує забезпечити українських біженців освітлювальним обладнанням, кондиціонерами, їжею та одягом.
Місто Осака також розпочало підтримку українців у першій половині березня. Міська влада Осаки зустріла 84 українців, які проживають в Осаці, і запитала, що їм потрібно та чого вони хочуть. У результаті я дізнався, що багато українців хочуть привезти свої сім'ї до Японії. Тому 17 березня місто Осака повідомило, що підготувало 50 будинків та створило консультаційний пункт, де українці можуть консультуватися з питань працевлаштування дорослих, навчання дітей тощо.
15 березня уряд Японії розпочав повномасштабну підготовку до підтримки українських біженців. З метою довготривалої евакуації українських біженців уряд Японії вирішив надати українським біженцям, які бажають, працездатний статус проживання (візи), і оголосив про це. Місцеві органи влади Японії та багато приватних компаній висловили готовність надати житло та роботу українським біженцям. Побачивши це, уряд Японії розпочав зусилля, щоб пов'язати цю підтримку з потребами біженців.
Для українських біженців статус права на перебування в Японії змінюється такими кроками.
- Спочатку в'їжджайте в Японію з 90-денним статусом проживання «Короткострокове перебування».
- Далі перейдіть на однорічний статус проживання. Назва цього статусу проживання — «Спеціальна діяльність», і особа з таким статусом проживання може працювати за бажанням. Крім того, ті, хто має таку кваліфікацію для перебування, за бажанням можуть оформити медичну страховку.
- Про етап через рік. Уряд Японії заявив, що дозволить українським біженцям продовжувати поновлювати статус проживання в Японії (без обмежень), якщо ситуація в Україні не покращиться.[40]

Візи для в'їзду в Японію можна отримати в найближчому японському посольстві в кожній країні. Українським біженцям посольство Японії видає візи за один день.
Прем'єр-міністр Кісіда 29 березня пояснив, що до Японії вже евакуювали понад 400 українців. (Це те, що сказав прем'єр-міністр Кішіда на бюджетному комітеті парламенту.)
Безкоштовні місця в літаку
Протягом березня всі українські біженці самостійно оплачували авіаквитки, але з квітня можуть з'явитися «безкоштовні» місця на літак, щоб дістатися до Японії.
Прем'єр-міністр Фуміо Кісіда 1 квітня відправить до Польщі спеціального представника уряду Японії, щоб забезпечити безкоштовні рейси до Японії для українських біженців, які прагнуть евакуації до Японії. Японський посланець прибуде до Польщі на японському урядовому літаку (Boeing 777-300ER, Кількість місць: 150 місць). Спочатку спеціальним представником був міністр юстиції Фурукава, але 31 березня його змінив на міністра закордонних справ Йосімаса Хаясі.

Українці, які хочуть евакуюватися до Японії, можуть летіти до Японії «безкоштовно» на цьому японському урядовому літаку.
Після прибуття до Польщі посланець спершу подивиться на ситуацію на власні очі, вислухає побажання українців, поспілкується з польськими чиновниками та визначить, яка підтримка є відповідною. Українці, які хочуть евакуюватися до Японії, можуть летіти до Японії цим літаком (з цим спецпредставником).
Літак має вилетіти до Японії в ніч на понеділок, 4 квітня (за польським часом), повідомляє NHK. Для українців, які бажають евакуюватися до Японії цим літаком, контактною інформацією є Посольство Японії в Польщі.
| |
| Люди зібралися протестувати проти російського вторгнення та підтримати Україну (26 лютого. Сібуя, Токіо.) |

|                                                                               |
| Японці співають гімн України на підтримку України. (26 лютого. Сібуя, Токіо.) |

| |
| 5 березня тисячі японців зібралися в Аоямі, Токіо, щоб підтримати Україну та вийшли на демонстрацію. |

|                          |
| 5 березня. Аояма, Токіо. |

### Двосторонні договори
Основні:
- 1994.3. — Перша українсько-японська міжурядова угода 1994
- 1995.3. — Угода Коно-Удовенка про правонаступництво і чинність японсько-радянських договорів (текст)
- 2004.7. — Українсько-японська міжурядова угода про технічне співробітництво та грантову допомогу.
- 2008.3. — Українсько-японський міжурядовий меморандум про співпрацю з впровадження Рамкової конвенції ООН про зміну клімату та Кіотського протоколу до неї.

| Список договорів | Список договорів | Список договорів | Список договорів |
| №                | Назва | Підписаний       | Чинність         |
| ---------------- | --- | ---------------- | ---------------- |
| 1                | Міжурядова угода про співробітництво у ліквідації ядерної зброї | 02.03.1994       | 14.03.1994       |
| 2                | Спільна заява України і Японії (текст [Архівовано 22 січня 2021 у Wayback Machine.]) | 23.03.1995       | 23.03.1995       |
| 3                | Угода Коно-Удовенка про правонаступництво і чинність японсько-радянських договорів (текст) | 23.03.1995       | 23.03.1995       |
| 4                | Угода про позику між Україною (що діє через Міністерство фінансів України) та Експортно-імпортним Банком Японії щодо надання експортного (товарного) кредиту в сумі, еквівалентній 150 млн дол. США | 28.12.1995       | 26.03.1996       |
| 5                | Угода про позику між Україною (що діє через Міністерство фінансів України) та Експортно-імпортним Банком Японії щодо надання незв'язаного кредиту в сумі, еквівалентній 50 млн дол. США | 28.12.1995       | 26.03.1996       |
| 6                | Угода про співробітництво і партнерство між Експортно-імпортним банком України й Експортно-імпортним банком Японії | 14.04.1997       | 14.04.1997       |
| 7                | Меморандум про створення та діяльність Японського Центру в Україні | 17.12.1997       | 17.12.1997       |
| 8                | Меморандум між Кабінетом Міністрів України, що діє через Національне агентство України з реконструкції і розвитку, та Експортно-Імпортним Банком Японії, урядовою установою Японії | 06.10.1997       | 12.02.1998       |
| 9                | Меморандум між Кабінетом Міністрів України, що діє через Національне агентство України з реконструкції і розвитку, та Міністерством міжнародної торгівлі і промисловості Японії, що діє через Департамент експортного, імпортного та інвестиційного страхування                                                            | 06.10.1997       | 12.02.1998       |
| 10               | Угода (у формі обміну нотами) між Кабінетом Міністрів України та Урядом Японії щодо надання японського культурного гранту на постачання музичних інструментів Національній філармонії України | 13.04.1999       | 14.07.1999       |
| 11               | Угода (у формі обміну нотами) між Кабінетом Міністрів України та Урядом Японії щодо надання японського культурного гранту на постачання аудіовізуального обладнання Національному музею історії України | 30.07.1999       | 19.10.1999       |
| 12               | Угода (у формі обміну нотами) між Кабінетом Міністрів України та Урядом Японії щодо вдосконалення медичного обладнання в лікарні «Охматдит» | 22.08.2000       | 13.12.2000       |
| 13               | Угода (у формі обміну нотами) між Кабінетом Міністрів України та Урядом Японії щодо надання японського культурного гранту на постачання аудіо обладнання Національному академічному драматичному театру імені І.Франка | 01.02.2001       | 29.05.2001       |
| 14               | Угода між Кабінетом Міністрів України та Урядом Японії про надання японського культурного гранту на постачання аудіо обладнання та музичних інструментів Національному академічному театру опери та балету України ім. Т. Г. Шевченка                                                                                      | 22.01.2002       | 22.01.2002       |
| 15               | Угода між Україною та Японським банком міжнародного співробітництва про реструктуризацію державного боргу | 05.12.2002       | 28.02.2003       |
| 16               | Угода між Кабінетом Міністрів та Урядом Японії про надання японського культурного гранту на постачання аудіо-відео обладнання та оновлення музичного оснащення Київської дитячої академії мистецтв | 18.06.2003       | 18.06.2003       |
| 17               | Угода між Кабінетом Міністрів України та Урядом Японії про надання японського культурного гранту на постачання освітлювального обладнання Львівському державному академічному театру опери та балету ім. С.Крушельницької                                                                                                  | 21.05.2004       | 21.05.2004       |
| 18               | Угода між Кабінетом Міністрів України та Урядом Японії про технічне співробітництво та грантову допомогу | 10.06.2004       | 30.07.2004       |
| 19               | Міжурядова угода (у формі обміну нотами) про надання кредиту для фінансування проєкту реконструкції Державного міжнародного аеропорту «Бориспіль» | 29.03.2005       | 16.06.2005       |
| 20               | Угода між Кабінетом Міністрів України та Японським банком міжнародного співробітництва про надання кредиту для фінансування проєкту розвитку ДМА «Бориспіль» | 29.03.2005       | 16.06.2005       |
| 21               | Угода (у формі обміну нотами) про надання японського культурного гранту (близько 430 тис. дол.) Київському національному університету ім. Т.Шевченка для придбання лінгафонної лабораторії та аудіовізуального обладнання                                                                                                  | 03.03.2005       | 03.03.2005       |
| 22               | Спільна заява про нове партнерство у 21-му столітті | 21.07.2005       | 21.07.2005       |
| 23               | Угода між Міністерством економіки України та Міністерством закордонних справ Японії про реалізацію проєкту технічного співробітництва «Українсько-японський центр» | 15.07.2005       | 15.07.2005       |
| 24               | Протокол про доступ до ринків товарів і послуг між Україною і Японією | 21.07.2005       | 21.07.2005       |
| 25               | Угода про виділення гранту (близько 254 тис. дол.) Київській середній спеціальній музичній школі-інтернату ім. М.Лисенка для закупівлі музичних інструментів | 02.11.2005       | 02.11.2005       |
| 26               | Кредитна угода, що діє на основі Меморандуму про взаєморозуміння між Експортно-імпортним банком України та Японським банком міжнародного співробітництва, щодо відкриття кредитної лінії для розвитку двосторонньої українсько-японської торгівлі у приватному секторі                                                     | 11.11.2005       | 11.11.2005       |
| 27               | Угода (у формі обміну нотами) між Урядом України та Урядом Японії про надання японського гранту непроєктного типу на закупівлю товарів (близько 2,6 млн дол. США) та Узгоджений протокол щодо процедурних деталей | 15.03.2006       | 15.03.2006       |
| 28               | Угода про надання Україні Урядом Японії гранту для підготовки проєкту «Підтримка судової реформи» | 26.06.2006       | 26.06.2006       |
| 29               | Меморандум щодо діяльності Українсько-японського комітету зі співробітництва на рівні Міністрів закордонних справ | 01.07.2006       | 01.07.2006       |
| 30               | Угода (у формі обміну нотами) між Урядом України і Урядом Японії про надання японського культурного гранту на реалізацію проєкту модернізації освітлювального обладнання Донецького академічного державного театру опери та балету імені А.Солов'яненка                                                                    | 01.07.2006       | 01.07.2006       |
| 31               | Угода між Урядом України та Урядом Японії про надання грантової допомоги на реалізацію проєкту поліпшення медичного обладнання дитячих лікарень та Узгоджений протокол щодо процедурних деталей | 08.02.2007       | 08.02.2007       |
| 32               | Угода (у формі обміну нотами) між Урядом України та Урядом Японії про надання грантової допомоги на реалізацію другої фази проєкту поліпшення медичного обладнання дитячих лікарень | 12.08.2008       | 12.08.2008       |
| 33               | Спільна заява за підсумками Другого засідання Українсько-японського комітету зі співробітництва на рівні міністрів закордонних справ | 25.03.2008       | 25.03.2008       |
| 34               | Меморандум між Урядом України та Урядом Японії про співпрацю з впровадження Рамкової конвенції ООН про зміну клімату та Кіотського протоколу до неї відповідно до Статей 6 і 17 Кіотського протоколу | 14.07.2008       | 14.07.2008       |
| 35               | Угода про придбання одиниць встановленої кількості за схемою зелених інвестицій між Національним агентством екологічних інвестицій України та Організацією розвитку нових видів енергії та промислових технологій Японії, а також Керівництво для впровадження схеми зелених інвестицій між Урядом України й Урядом Японії | 18.03.2009       | 18.03.2009       |
| 36               | Українсько-японська спільна заява | 25.03.2009       | 25.03.2009       |
| 37               | Меморандум про взаєморозуміння між Державним Експортно-Імпортним банком України та японською Агенцією зі страхування експорту та інвестицій | 25.03.2009       | 25.03.2009       |
| 38               | Спільна заява щодо українсько-японського глобального партнерства | 19.01.2011       | 19.01.2011       |
| 39               | Кредитна угода між Державним експортно-імпортним банком України і Японським банком з міжнародного співробітництва | 19.01.2011       | 19.01.2011       |

## Економічні зв'язки
Економічні відносини між Україною і Японією є нерозвиненими. Станом на 2009 рік на українському ринку працювало лише 11 представництв японських підприємств. Японська сторона не інвестувала в українську економіку.. Японський експорт щодо України становив 36 154,48 млн єн, а імпорт — 19 597,49 млн єн. Торговельний баланс був негативним і становив -16 555,99 млн єн.
Протягом 2005—2009 року, в рамках Офіційної допомоги для розвитку (ODA), з метою реформування української економіки та демократизації суспільства, японський уряд і Японське агентство міжнародної співпраці передали Україні фінансову позику на суму 61,89 млн доларів США (190,92 трильйони єн). Так само було надано безкоштовну допомогу в розмірі 13,76 млн доларів (27,90 трильйонів єн), та технічну фінансову допомогу на суму 9,46 млн доларів (10,29 трильйонів єн). Загальний розмір фінансової допомоги Україні з боку Японії становив 85,11 млн доларів США.
15 червня 2015 року Україна та Японія уклали угоду про кредит на суму близько 108 млн єн (майже $870 млн), який буде витрачено на реконструкцію Бортницької станції аерації біля Києва. Від українського уряду договір підписала міністр фінансів Наталія Яресько, від імені Японії кредит погодив віце-президент Японського агентства міжнародного співробітництва (JICA) Масаказу Ічікава.

## Культурні зв'язки

Тайхо Кокі (Іван Боришко) — син українця та японки, найкращий сумоїст другої половини 20 століття.

### Мова

#### Українська в Японії
Дослідженням української мови в Японії займаються переважно науковці, основною спеціалізацією яких є російська мова. В університетах українська вивчається через призму російської — після опанування російської граматики і лексики. Українська є факультативною, третьою іноземною мовою після російської. На тлі загального падіння попиту на російську мову в Японії після розвалу СРСР, частка японців, які вивчають українську дуже мала. Інтерес до України і, зокрема, української мови пожвавився після Помаранчевої революції 2004 року. Основні праці японських русистів з української мови, що були видані в Японії після здобуття Україною незалежності, такі:
- 1944 — Ясуда Сабуро. Українсько-ніппонський словник[47].
- 1991 — Накай Кадзуо. «Вступ до української мови»[48]. — перший японський підручник з української мови.
- 1995 — Курода Рюносуке. «1500 українських основних слів»[49] — зошит базової української лексики.
- 2007 — Абе Сьокіті. «Японсько-український — українсько-японський збірник слів»[50] — зошит базової української лексики.
- 2009 — Накадзава Хідехіко. «Українська мова»[51] — підручник з розмовної української мови.

#### Японська в Україні
У 1920-их pp. викладали японську мову й літературу в Харківському Університеті. Там вийшов 1926 «Теоретично-практичний курс японської мови» Федора Пущенко. 1926 у Харкові створено Всеукраїнську Наукову Асоціацію Сходознавства (ВУНАС) з філіями у Києві й Одесі, в якій японську секцію очолював Пущенко, а історію Дальнього Сходу досліджували Б. Курц й І. Тригубов. ВУНАС організувала курси сходознавства, на яких був і японський відділ. Статті про Японію з'являлися у виданнях Асоціації: «Бюлетень ВУНАС» (1926—1928) і в журналі «Східній Світ» (1927–1931).
- Резаненко Володимир Федорович — мовознавець, спеціаліст з японської ієрогліфіки.
- Бондаренко Іван Петрович — мовознавець, спеціаліст з японсько-російських мовних впливів.

### українська японською
Найбільша увага прикута Шевченку. Також перекладено твори І. Франка, Лесі Українки, П. Тичини.
- 1907 — японський переклад вірша «Садок вишневий» Тараса Шевченка[хто?]
- 1926 — Т. Сібуя. «Голос полів» («Нора-ні сакабу»), в якій вміщено вірші про Шевченка.
- 1959 — С. Комацу. «Антологія світової поезії» (т. 12); вірші Шевченка.
- 1961 — Т. Сібуя «Сін ніхон бунгаку», 1961. Огляди творчості Т. Шевченка.
- 1961 — засновано «Товариство для вивчення творчості Шевченка»
- 1964 — «Як умру» («Ватакусі-ва сіндара») — перша збірка поезій Шевченка. 26 перекладів поезій, зроблених Т. Сібуя, С. Комацу, Т. Мураї, X. Тадзава, Т. Кіносіта.
- 1962 — С. Комаду. Огляд змісту «Кобзаря» (у «Довіднику найкращих творів світової літератури»)
- 2005 — переклад збірки сучасної української новели Юрія Винничука, Володимира Даниленка, Богдана Жолдака, Євгенії Кононенко.

#### японська українською

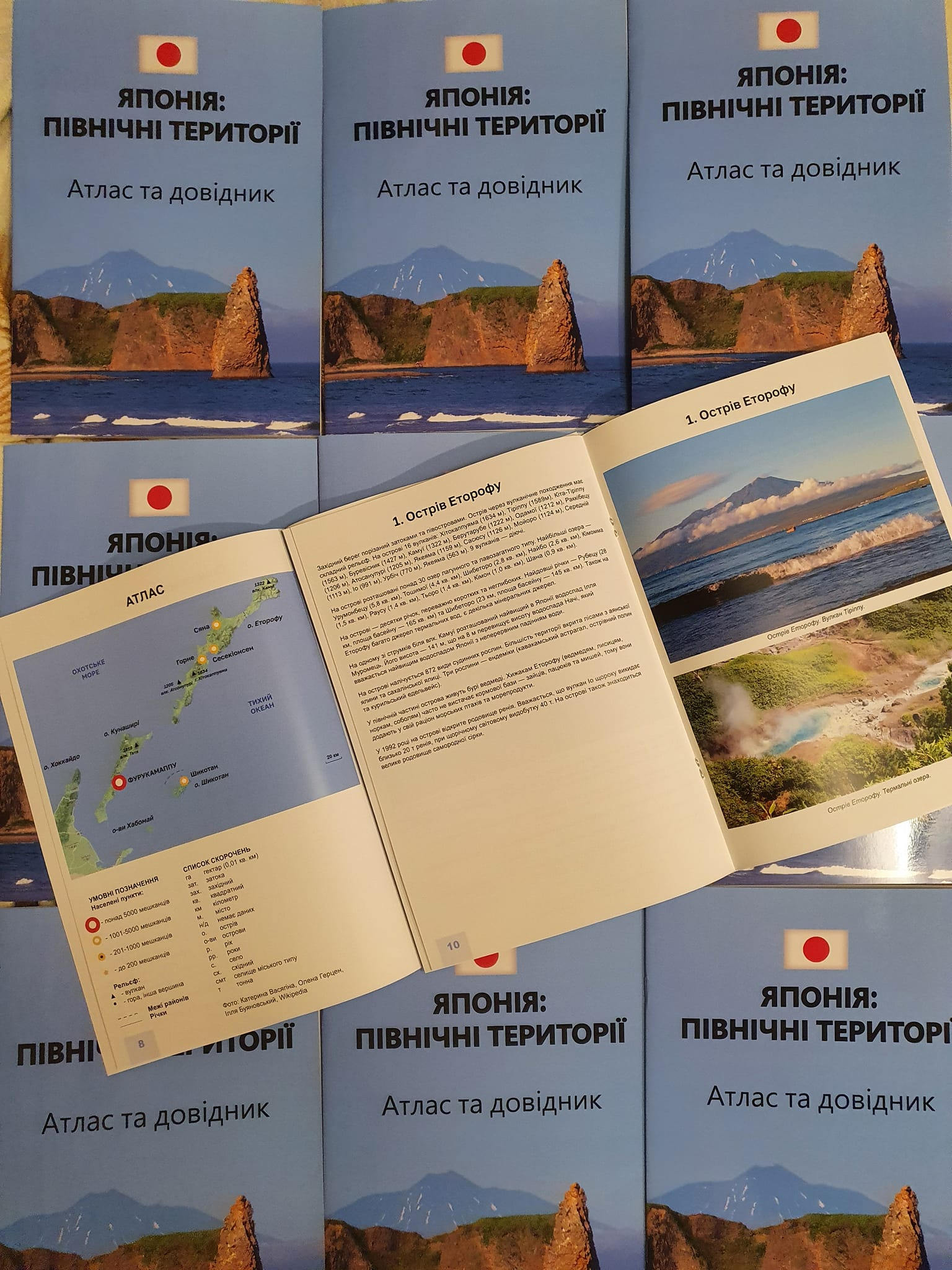
Атлас Північних територій Японії (окуповані Росією), виданий українською мовою у 2022 році

- 1926 — А. Лотоцький. «Японські казки», Львів
- 1931 — О. Кремена Утворення та розвиток японської лірики феодальної доби // Японська лірика феодальної доби, Харків.Атлас Північних територій Японії (окуповані Росією), виданий українською мовою у 2022 році
- 1932 — Н. Такунага. «Вулиця без сонця», Харків.
- 1932 — В. Хосої «Текстильник Кодзі», Харків.
- 1934 — Т. Кобаясі «Крабо-консервна факторія», Харків.
- 1954 — Н. Такунага. «Тихі гори», Харків.
- 1955 — Т. Такакура «Води Хаконе», Київ.
- 1961 — А. Ковалівський. «Антологія літератур Сходу», Харків.
- 1966 — І. Шанковський «Сто поезій—сто пісень»

#### японська, написана українцями
- О. Ольжич. «Тісна клітка», «Глек мудрощів» та ін.
- Василь Єрошенко «Хмарка персикового кольору»

Поза УРСР японознавцем був С. Левинський, який у 1935 — 46 жив на Дальньому Сході (у Харбіні, Пекіні, Сайґоні) і працював у польському консулаті, написав репортаж «З японського дому» (1932). В Орієнтальному Інституті у Харбіні навчався В. Одинець, який згодом викладав історію Східної Європи в Сінкінґському (Hsinking, столиця Манджоу-Ґо) Університеті. В. Одинець з японологом А. Дібровою і за співпраці з С. Левинським видали у Харбіні «Україно-Ніппонський словник». Головним редактором цього словника був Ясудо Сабуро. Рада Української Національної Колонії у Манджу-Ґо видала 1936 у Харбіні збірник «Далекий Схід», в якому вміщено переклади з японської поезії Кавадзі Рюукоо, Кі-но-Томонорі, Оона Катомі, Іосано Акіко, а також статті «Нариси ніппонського побуту» і «Народня освіта в Ніппоні (Японії)». Після 1945 А. Ковалівський, професор історії середніх віків у Харківському Університеті, згуртував орієнталістів, серед яких був і японолог Я. Побіленький. 1961 А. Ковалівський видав у Харкові «Антологію літератур Сходу», в якій вміщено переклади поезій і оповідань з японської. У Київському Університеті працює знавець японської літератури І. Чирко. Поза межами України відомий історик Я. П. Топеха.

### Історія

#### України в Японії
- 1954 — створено Інститут славістики при Хоккайдському університеті, центр вивчення СРСР.
- 1998 — Накай Кадзуо. «Історія Польщі, України та Балтійських країн»[52] — перше академічне дослідження, присвячене історії України.
- 1998 — Накай Кадзуо. «Український націоналізм»[53] — перше академічне дослідження, присвячене історії українського визвольного руху.
- 2021 — Йошіхіко Окабе. «Історія японсько-українських відносин 1915—1937 рр.»[54]

#### Японія в Україні
- Рубель Вадим Анатолійович — український історик, японознавець, спеціаліст з історії стародавнього світу та середніх віків, викладач Київського університету. Автор першого україномовного нарису з історії Японії — «Японська цивілізація: традиційне суспільство і державність» (1997)[55].

## Населення

### Японці в Україні
- 202 особи (станом на 2009)[56]
- 210 осіб (станом на січень 2012)[56]

### Українці в Японії
- 907 (2005)[57]
- 1590 осіб （2009)[56]
- 1507 осіб (грудень 2010)[56]
- З 2000 по 2005 загальна кількість виросла від 1 004 до 1 784 осіб. Статус перебування: «сфера розваг» — 556/735, «чоловік/дружина громадянина Японії» — 174/531, «проживання в сім'ях» — 79/61, «довгострокове проживання» — 12/135; стать: жінки — 858/1607; вік і стать: жінки 20–24 року — 331/541, жінки 25–29 років — 305/538, жінки 30–34 року — 84/301; місце проживання: Токіо — 173/268, Фукуока — 86/178, Канагава — 80/189.[58]

#### Українські неурядові організації в Японії
- Місія Православної церкви України в Японії
- Громада українців у Японії «Краяни»
- Українська школа «Джерельце»